# 切爾內什基
50°29′23″N 34°17′50″E / 50.48972°N 34.29722°E
切爾内什基（羅馬化：Chernyshky）是位於烏克蘭北部的村莊，由蘇梅州蘇梅區的萊貝丁市鎮負責管轄。該村處於普肖爾河右岸，距離卡姆亞內和庫爾德1公里，海拔高度148米，2001年人口10。